# Helen Martins
Helen Martins (1897 - 8 de agosto de 1976) fue una escultora sudafricana originaria de Nieu-Bethesda en el Gran Karoo en Eastern Cape (Provincia Oriental del Cabo) inspiradora de la pieza teatral El camino a La Meca de Athol Fugard.

## Biografía
Habiendo enviudado, Martins heredó la casa donde cuidaba a su madre enferma, hacia 1945 comenzó a transformar la casa y jardín obsesivamente usando cemento, vidrio, cables y otros elementos. También realizó unas 200 grandes y pequeñas esculturas en su jardín con la ayuda de un hombre aborigen de color llamado Koos Malgas. La relación entre ambos causó sospechas en plena era del apartheid sudafricano en la conservadora mentalidad calvinista del pueblo.
Martins se inspiró en temas bíblicos y en la literatura de William Blake y Omar Jayyam. Las esculturas de la residencia - en su mayoría animales - miran al este prueba de su fascinación con el oriente. Su temprana y repetida exposición a los elementos con los que trabajaba comenzó a afectar su vista induciendo ceguera progresiva. A los 78 años se suicidó ingiriendo soda cáustica.
Su casa fue mantenida intacta y es hoy museo, se llama The Owl House (La casa del búho) y ha sido declarada monumento nacional en 1991.

### El camino a La Meca
En 1985 su vida y obra inspiró la obra The road to Mecca (El camino a La Meca) de Athol Fugard, llevado posteriormente al cine por Peter Goldsmid y protagonizada por Kathy Bates en 1992.
La pieza fue producida en el festival de Spoleto en 1987 con Yvonne Bryceland, en Nueva York con Julie Harris, en Londres por Linda Bassett, en Washington por Tana Hicken y en Buenos Aires por China Zorrilla entre 1999/2002.

## Galería

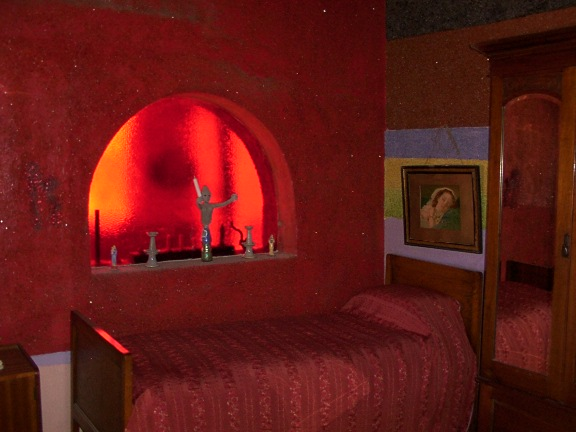
interior
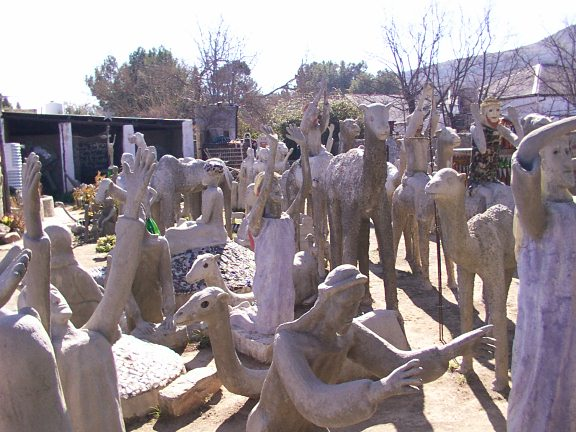
esculturas
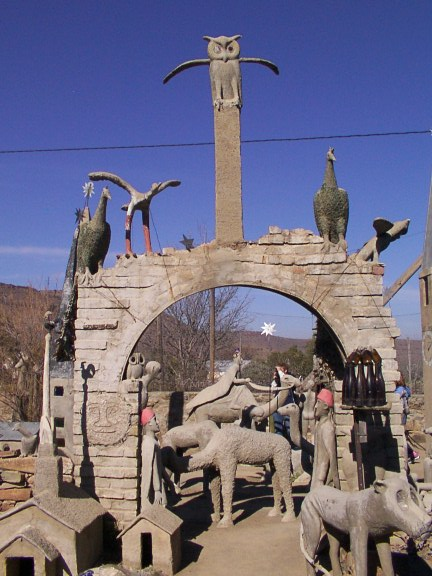
el búho
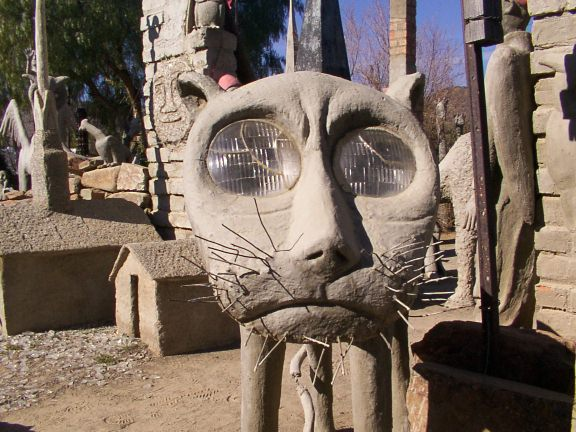